# Revolution Studios
Revolution Studios, LLC es una productora independiente estadounidense fundada el 12 de enero de 2000 por el cineasta Joe Roth. En el mismo año, firmó un contrato con Sony Pictures Entertainment que expiró en 2007. La película de comedia Tomcats de 2001 fue la primera producción de Revolution Studios.
La compañía volvió a la producción cinematográfica en enero de 2017 con el lanzamiento de la thriller de acción de ciencia ficción xXx: Return of Xander Cage, distribuido por Paramount Pictures. Columbia Pictures fue responsable de la distribución de la mayoría de las películas de la compañía.

## Películas
- Ver también categoría: Películas de Revolution Studios.